# Puyravault
|  | Per a altres significats, vegeu «Puyravault (Vendée)». |

Puyravault és un municipi francès al departament de la Charanta Marítima i a la regió de Nova Aquitània. L'any 2007 tenia 534 habitants.

## Demografia

### Població
El 2007 la població de fet de Puyravault era de 534 persones. Hi havia 217 famílies de les quals 39 eren unipersonals (11 homes vivint sols i 28 dones vivint soles), 85 parelles sense fills, 82 parelles amb fills i 11 famílies monoparentals amb fills.
La població ha evolucionat segons el següent gràfic:

### Habitatges
El 2007 hi havia 259 habitatges, 218 eren l'habitatge principal de la família, 19 eren segones residències i 22 estaven desocupats. 250 eren cases i 9 eren apartaments. Dels 218 habitatges principals, 175 estaven ocupats pels seus propietaris, 37 estaven llogats i ocupats pels llogaters i 5 estaven cedits a títol gratuït; 3 tenien dues cambres, 16 en tenien tres, 75 en tenien quatre i 123 en tenien cinc o més. 195 habitatges disposaven pel capbaix d'una plaça de pàrquing. A 86 habitatges hi havia un automòbil i a 126 n'hi havia dos o més.

### Piràmide de població
La piràmide de població per edats i sexe el 2009 era:
| Homes | Edats   | Dones |
| ----- | ------- | ----- |
| 0     | 95 o +  | 0     |
| 0     | 90 a 94 | 4     |
| 0     | 85 a 89 | 4     |
| 0     | 80 a 84 | 0     |
| 12    | 75 a 79 | 12    |
| 16    | 70 a 74 | 12    |
| 8     | 65 a 69 | 8     |
| 16    | 60 a 64 | 12    |
| 28    | 55 a 59 | 28    |
| 16    | 50 a 54 | 12    |
| 28    | 45 a 49 | 24    |
| 8     | 40 a 44 | 20    |
| 8     | 35 a 39 | 4     |
| 16    | 30 a 34 | 8     |
| 8     | 25 a 29 | 16    |
| 28    | 20 a 24 | 8     |
| 12    | 15 a 19 | 16    |
| 8     | 10 a 14 | 12    |
| 4     | 5 a 9   | 12    |
| 8     | 0 a 4   | 12    |

## Economia
El 2007 la població en edat de treballar era de 340 persones, 275 eren actives i 65 eren inactives. De les 275 persones actives 250 estaven ocupades (140 homes i 110 dones) i 25 estaven aturades (9 homes i 16 dones). De les 65 persones inactives 28 estaven jubilades, 25 estaven estudiant i 12 estaven classificades com a «altres inactius».

### Ingressos
El 2009 a Puyravault hi havia 237 unitats fiscals que integraven 596 persones, la mediana anual d'ingressos fiscals per persona era de 17.777 €.

### Activitats econòmiques
Dels 18 establiments que hi havia el 2007, 8 eren d'empreses de construcció, 3 d'empreses de comerç i reparació d'automòbils, 3 d'empreses d'hostatgeria i restauració, 3 d'empreses de serveis i 1 d'una empresa classificada com a «altres activitats de serveis».
Dels 7 establiments de servei als particulars que hi havia el 2009, 1 era un taller de reparació d'automòbils i de material agrícola, 3 paletes, 1 guixaire pintor i 2 lampisteries.
L'any 2000 a Puyravault hi havia 27 explotacions agrícoles que ocupaven un total de 1.536 hectàrees.

## Equipaments sanitaris i escolars
El 2009 hi havia una escola elemental integrada dins d'un grup escolar amb les comunes properes formant una escola dispersa.

## Poblacions properes
El següent diagrama mostra les poblacions més properes.